# Yokosuka K4Y
Yokosuka K4Y (яп. 九〇式水上初歩練習機 Учебно-тренировочный гидросамолёт морской — Тип 90) — учебный гидросамолёт Императорского флота Японии. Эксплуатировался с в 1920—1940 годах. Было выпущено 211 машин.

## История создания
Самолёт «K4Y» был разработан для замены учебного Yokosuka K1Y в 1930 году в 1-м арсенале флота в Йокосуке конструкторами Дзиро Саха и Тамефуми Судзуки. На испытаниях самолет показал хорошие результаты и был принят на вооружение под названием Учебно-тренировочный гидросамолет морской Тип 90 (или K4Y).
Серийный выпуск самолетов начался в 1933 году на фирмах Yokosuka и Watanabe. С 1932 по 1939 годы было выпущено 156 самолётов. С 1939 по 1940 год фирма «Ниппон Хикоки УК» выпустила ещё 53 самолёта.

## Эксплуатация
Самолёты K4Y оказались неплохими для начального обучения, простыми в пилотировании и неприхотливыми в эксплуатации, они использовались для начальной подготовки пилотов гидроавиации, после чего обучение продолжалось на Yokosuka K5Y. Машины начали поступать в авиашколы Императорского флота Японии в 1933 году и использовались до конца войны.

## Конструкция
Yokosuka K4Y представлял собой поплавковый биплан смешанной конструкции — набор фюзеляжа — стальной, крыло — деревянное. На двух прототипах были установлены двигатели Hatakaze мощностью 90 л.с. Серийные модели оснащались более мощными двигателями Gasuden Jimpu 2 (129 л.с.).Установка вооружения не предусматривалось.

### Технические характеристики
- Экипаж: 2
- Длина: 9,05 м
- Размах крыла: 10,90 м
- Высота: 3,7 м
- Площадь крыла: 32.40 м²
- Профиль крыла:
- Масса пустого: 686 кг
- Масса снаряженного: 990 кг
- Нормальная взлетная масса:
- Максимальная взлетная масса:
- Двигатель Hitachi Kamikaze 2
- Мощность: 1x 160 л.с.[1]

### Лётные характеристики
- Максимальная скорость: 162 км/ч
  - у земли:
  - на высоте м:
- Крейсерская скорость: 137 км/ч
- Практическая дальность: 330 км
- Практический потолок: 4 720 м
- Скороподъёмность: м/с
- Нагрузка на крыло: кг/м²[1]